# Heterachthes congener
Heterachthes congener là một loài bọ cánh cứng trong họ Cerambycidae.